# Tigidia processigera
Tigidia processigera là một loài nhện trong họ Barychelidae. Loài này phân bố ờ Madagascar.